# Brendan Moloney
Brendan Anthony Moloney (Killarney, Irlanda, 18 de enero de 1989) es un exfutbolista irlandés que jugaba de defensa. Su último equipo fue el Northampton Town.

## Selección nacional
Fue internacional con la selección de fútbol sub-21 de la República de Irlanda.

## Clubes
| Club                              | País       | Año       |
| --------------------------------- | ---------- | --------- |
| Nottingham Forest F. C.           | Inglaterra | 2007-2013 |
| Chesterfield F. C. (cedido)       | Inglaterra | 2008      |
| Rushden & Diamonds F. C. (cedido) | Inglaterra | 2008      |
| Notts County F. C. (cedido)       | Inglaterra | 2009-2010 |
| Scunthorpe United F. C.           | Inglaterra | 2010      |
| Bristol City F. C.                | Inglaterra | 2013-2014 |
| Yeovil Town F. C.                 | Inglaterra | 2014-2015 |
| Northampton Town F. C.            | Inglaterra | 2015-2018 |